# Voksenlia Station
Voksenlia Station (Voksenlia stasjon) er en metrostation på Holmenkollbanen på T-banen i Oslo. Stationen ligger 330,5 meter over havet.
Stationen åbnede i 1916, da banen blev forlænget fra Holmenkollen, nu Besserud, til Frognerseteren, men hed da Lia. Navnet blev senere ændret til Voksenlia, samtidig med at nabostationen, Voksenskogen, skiftede navn til Skogen. Voksenskogen og Voksenkollen er binavne til Voksen (tidligere skrevet Woxen).